# Bold & Delicious/Pride
《Bold & Delicious/Pride》（放手一搏／自豪）是日本歌手濱崎步第38張單曲，2005年11月30日於日本發售。

## 說明
- 本張單曲共分為「CD+DVD」、「CD ONLY」兩個型態。
- 本作為第七張原創專輯《(miss)understood》的先行單曲。
- 本作發售後奪下單曲榜冠軍，通算為濱崎步第25張冠軍單曲。冠軍數於本作和松田聖子的25張，並列取女性歌手歷代第一。
- 《Bold & Delicious》和《Pride》其後收錄於2006年1月1日發售的第七張原創專輯《(miss)understood》，2007年2月28日發售的精選集《A BEST 2》未收錄，直到2008年發售的單曲精選輯《A COMPLETE ~ALL SINGLES~》才收錄了《Bold & Delicious》一曲。
- 本作收錄前作單曲《HEAVEN》與其c/w曲《Will》之混音版本。

## 收錄歌曲
全曲作詞：濱崎步

### CD
1. Bold & Delicious "Original Mix"　
作曲：GEO of SWEETBOX / 編曲：CMJK
Panasonic「D-snap Audio」/「D-dock」電視廣告歌曲 (由本人演出)
2. Pride "Original Mix"　
作曲：GEO of SWEETBOX / 編曲：CMJK
3. HEAVEN "House Mix"
4. Will "Wall5 Remix"
5. Bold & Delicious "Original Mix -Instrumental-"
6. Pride "Original Mix -Instrumental-"

### DVD
1. Bold & Delicious (video clip)
2. Pride (video clip)